# Reinhard Schweppe

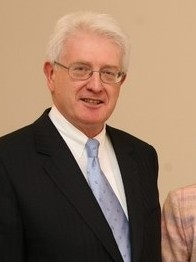
Reinhard Schweppe

Reinhard Schweppe (* 2. April 1949 in Altena, Westfalen) ist ein ehemaliger deutscher Diplomat.

## Leben
Reinhard Schweppe studierte Rechtswissenschaften und Volkswirtschaftslehre an der Albert-Ludwigs-Universität Freiburg und der Universität Hamburg mit einem Stipendium der Studienstiftung des Deutschen Volkes. 1971 legte er seine Erste juristische Staatsprüfung ab und arbeitete von 1972 bis 1974 als wissenschaftlicher Assistent an der Albert-Ludwigs-Universität Freiburg. Parallel absolvierte er den juristischen Vorbereitungsdienst. In Freiburg wurde er 1973 mit der Arbeit FBI und BKA: Federal Bureau of Investigation und Bundeskriminalamt; ein Vergleich von Organisation und Kompetenzen zum Doktor der Rechte (Dr. iur.) promoviert. 1974 absolvierte er die Zweite juristische Staatsprüfung.
Schweppe ist evangelischer Christ. Er ist verheiratet mit Margret Schweppe-Ebber und hat drei Kinder.

### Diplomatischer Dienst
1975 trat er in den diplomatischen Dienst im Auswärtigen Amt ein. Nach Tätigkeit im Auswärtigen Amt in Bonn folgten Verwendungen an der Botschaft in Südafrika (1977/80) sowie an der Ständigen Vertretung bei den Europäischen Gemeinschaften (EG) in Brüssel (1980/83). Nach einer Verwendung als persönlicher Referent des Staatssekretärs im Auswärtigen Amt Andreas Meyer-Landrut von 1983 bis 1986 war er an den Botschaften in Washington, D.C., USA, (1986/90) und New Delhi, Indien, (1990/93) tätig.
Von 1993 bis März 2003 folgten Verwendungen im Auswärtigen Amt in Bonn und Berlin. Zunächst war er bis 1997 Leiter eines Referates in der Europaabteilung und dann bis 1999 Leiter einer Unterabteilung in der Europaabteilung des Auswärtigen Amtes. 1999 wurde er im Amt eines Ministerialdirektors Leiter der Europaabteilung (Abteilung E) des Auswärtigen Amtes in Bonn.
Von März 2003 bis August 2007 war Schweppe Botschafter in Warschau, Polen. Im August 2007 wurde er Ständiger Vertreter Deutschlands bei den Vereinten Nationen und den anderen internationalen Organisationen in Genf. Für die Periode 2011/12 wurde er gewählt für die Präsidentschaft des Ständigen Rates des United Nations Compensation Commission (UNCC) (President of the Governing Council of the UNCC).
Er war bis 2019 Mitglied im Präsidium der Deutschen Gesellschaft für die Vereinten Nationen.
Von Oktober 2011 bis 30. Juni 2014 war er außerordentlicher und bevollmächtigter Botschafter der Bundesrepublik Deutschland beim Heiligen Stuhl in Rom.
Anschließend trat Schweppe in den Ruhestand. Das Bundeskabinett beschloss am 7. Mai 2014 die Entsendung von Annette Schavan als seine Nachfolgerin; sie übernahm den Posten im Juli 2014.

## Reden
- "Ein föderatives Europa?", 2000 Bergedorfer Gesprächskreis

## Ehrungen und Auszeichnungen
- 1987: Komtur des portugiesischen Ordens für Verdienst
- 2003: Großes Silbernes Ehrenzeichen mit dem Stern für Verdienste um die Republik Österreich[6]